# 1984 en basket-ball
Chronologie du basket-ball
1983 en basket-ball - 1984 en basket-ball - 1985 en basket-ball
Les faits marquants de l'année 1984 en basket-ball.

## Juin
Michael Jordan est sélectionné par les Bulls de Chicago en 3è position de la draft NBA 1984

## Récapitulatifs des principaux vainqueurs de compétitions 1983-1984

### Masculins
|  |

### Féminines
|  |

## Récompenses des joueurs enNBA

### Meilleur joueur de la saison régulière  (MVP)
| - Larry Bird, Boston Celtics |

### Meilleur joueur de la finale NBA
| - Larry Bird, Boston Celtics |

### Concours de Dunk: (Slam Dunk Contest)
| - Larry Nance, Phoenix Suns |

## Naissance
- 29 mai : Carmelo Anthony
- 14 juillet : Renaldo Balkman
- 24 août : Charlie Villanueva
- 30 décembre : LeBron James